# Eryk Kurnatowski
Eryk Kurnatowski (Łodzia-Kurnatowski) (ur. 8 października 1882 w Brudzewie albo 14 listopada 1883 w Kolnicy, zm. 23 lutego 1975 w Warszawie) – polski ziemianin, hodowca koni wyścigowych, publicysta, senator Związku Ludowo-Narodowego I kadencji RP.

## Rodzina
Był drugim synem Edmunda Kurnatowskiego (1849-1903) i Wandy z Zielińskich (1858-1923). Miał starszego brata i siostrę. Rodzina Kurnatowskich była wyznania kalwińskiego (jego ojciec i brat spoczywają na cmentarzu ewangelicko-reformowanym w Warszawie) i w tym wyznaniu był wychowany także Eryk. Na katolicyzm przeszedł w późniejszym okresie życia, zapewne przed zawarciem małżeństwa.
Jego pierwszą żoną była poślubiona w 1918 roku Izabella z Zamoyskich (1885-1940), dziedziczkę Jadowa z którą miał dwie córki. W 1942 poślubił Helenę z Żółtowskich (1911-1998). Małżeństwo to było bezdzietne.
Jest pochowany na cmentarzu Powązkowskim (kwatera 25-4-31/32) w grobowcu rodzinnym drugiej żony.

## Życiorys
Ukończył szkołę realną w Kaliszu. Obronił maturę w Belgii. W 1906 uzyskał dyplom inżyniera agronoma na Instytucie Rolniczym w Gembloux. Posiadał tytuł doktora nauk rolniczych. Założył polską bibliotekę i Bratnią Pomoc w Gembloux, był też prezesem tamtejszej międzynarodowej korporacji studenckiej. Od 1907 zarządzał majątkiem Strzegocin koło Pułtuska. Przed I wojną światową działał w Centralnym Towarzystwie Rolniczym, Związku Ziemian i spółdzielczości, występował też często w zawodach jeździeckich. W 1915 został ewakuowany do Rosji, gdzie był w stopniu pułkownika pełnomocnikiem działającej przy wielkim księciu Borysie wojskowej organizacji kozackiej w Moskwie, Mińsku i Odessie. W 1918 powrócił do Polski. Od 1919 zajmował się majątkami żony Elżbiety z Zamoyskich w Łochowie (ze stadniną koni, która w 1935-1939 notowała najwięcej zwycięstw na wyścigach w skali kraju) i Jadowie. Odbudował je ze zniszczeń wojennych, zorganizował spółdzielnię i straż pożarną. Ufundował siedmioklasową szkołę średnią im. Andrzeja Zamoyskiego (dziadka żony) w Jadowie. Finansował także lokalne szkolnictwo powszechne w powiecie węgrowskim i radzymińskim. Pełnił funkcję prezesa Związku Ziemian w powiecie radzymińskim. W 1923 był delegatem Centralnego Towarzystwa Rolniczego na kongres rolniczy w Paryżu. Publikował artykuły na temat ekonomii w prasie warszawskiej. 27 listopada 1925 objął mandat senatora z listy państwowej Chrześcijańskiego Związku Jedności Narodowej po rezygnacji z mandatu ks. Ludwika Józefa Kasprzyka. Zasiadał w Komisjach: Gospodarstwa Społecznego oraz Skarbowo-Budżetowej. Organizował pomoc dla strony rządowej w czasie zamachu majowego. W latach 1926–1929 był współwydawcą dziennika ABC. Był też współzałożycielem Mazowieckiej Spółki Wydawniczej.
Od 1935 był właścicielem majątku, w tym Zespołu pałacowo-parkowego w Młochowie w okolicy Warszawy
W Senacie II kadencji był zastępcą senatora z Listy Katolicko-Narodowej z województwa warszawskiego. W 1927 reprezentował Senat na konferencji ekonomicznej w Rio de Janeiro.
Konie z jego hodowli (częściowo upaństwowionej w 1947) po raz ostatni brały udział w wyścigach na Służewcu w 1949.

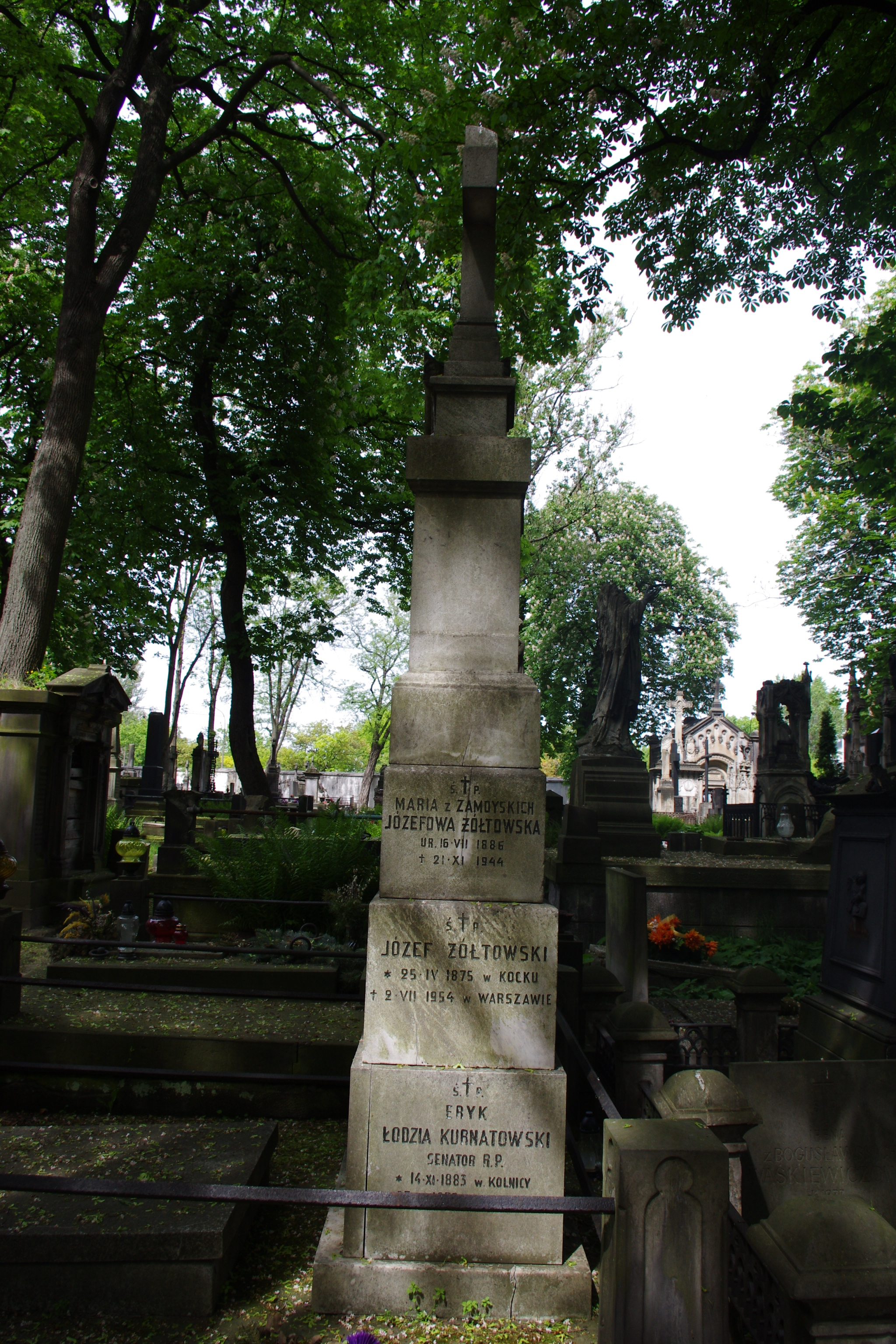
Grób senatora Eryka Kurnatowskiego na Starych Powązkach w Warszawie